# Château-Renard
Château-Renard – miejscowość i gmina we Francji, w Regionie Centralnym, w departamencie Loiret.
Według danych na rok 1990 gminę zamieszkiwały 2302 osoby, a gęstość zaludnienia wynosiła 57 osób/km² (wśród 1842 gmin Regionu Centralnego Châteaurenard plasuje się na 160. miejscu pod względem liczby ludności, natomiast pod względem powierzchni na miejscu 167.).